# Mas del Larrard Vell
El Mas del Larrard Vell és una masia de Reus (Baix Camp) situada a la partida de la Vinadera, entre el camí dels Morts, el camí del Mas del Larrard i el camí del Castell, a l'est-sud-est del Mas del Larrard Nou, tocant al terme de Vila-seca.

## Descripció
El mas és una construcció gran de planta quadrada, formada per la unió de l'antic mas i una ampliació que l'envolta per dos costats, deixant lliure la façana principal i la que guaita cap a la bassa de planta circular a un costat. El conjunt té tres plantes d'alçada. La coberta del mas vell, és de teulada amb vessants cap a les façanes. La resta de la coberta del cos annexa, és plana. La façana principal mostra una composició, basada en eixos de simètrica que ordenen els forats dels balcons, les finestres i els accessos de planta baixa. El conjunt és de creixement compacte entorn del mas principal.
L'estat actual del mas i de la bassa, és bo. Es conserva una placeta en forma de carrer i les palmeres i l'arbrat de davant del mas.

## Història
Segons Eduard Toda, els Larrard procedien d'Auloron e Senta Maria, als Pirineus Atlàntics, i feien companyia amb els Vignau, i tenien l'habitatge i el magatzem de vins a la plaça de sant Francesc de Reus. Es dedicaren al comerç d'exportació de vins fins ben entrat el segle xix. Ramon Amigó explica que el Larrard tenia molts diners, i, entre altres propietats, posseïa un mas tocant al terme de Vilaseca, i que entre la gent de Reus, quan no convenia dir allà on s'anava o d'allà on es venia, se sentia a dir, evasivament, que s'anava al Mas del Larrard. Hi havia corrandes que feien referència a aquell mas, i cita: 
| « | al mas del Larrard n'hi ha una criada que amb el dit del peu toca la guitarra. | » |